# إعصار ميلتون
إعصار ميلتون هو إعصار استوائي قوي للغاية ضرب ولاية فلوريدا الأمريكية، بعد أقل من أسبوعين من تدمير إعصار هيلين لمنطقة بيج بيند في الولاية.
تشكل إعصار ميلتون من اضطراب استوائي طويل الأمد نشأ في غرب البحر الكاريبي وتوحد في خليج كامبيتشي في 5 أكتوبر. ثم خضعت العاصفة لتكثف سريع، وأصبحت إعصارًا من الفئة الخامسة في 7 أكتوبر. في ذروة شدته، كان الإعصار خامس أشد إعصار في المحيط الأطلسي على الإطلاق، وهو أقوى إعصار استوائي في جميع أنحاء العالم في عام 2024. ضعف ميلتون مرة أخرى إلى قوة الفئة الرابعة بعد خضوعه لدورة استبدال جدار العين قبل استعادة قوته وأصبح إعصارًا من الفئة الخامسة مرة أخرى.
قبل وصول الإعصار، أعلنت فلوريدا حالة الطوارئ، وأُمر السكان بإخلاء منازلهم، مما أدى إلى واحدة من أكبر عمليات الإخلاء المسجلة في فلوريدا. وعلى الرغم من عدم توقع أن يضرب الإعصار شبه جزيرة يوكاتان المكسيكية، إلا أن اقتراب الإعصار القوي دفع الناس القريبين من الساحل إلى الاستعداد للعاصفة.

## الخسائر
أعلن الرئيس الأميركي جو بايدن، أن الإعصار ميلتون خلف خسائر تقدر قيمتها بـ50 مليار دولار بعدما ضرب ولاية فلوريدا، حيث قضى على 16 شخصًا على الأقل. واستمر انقطاع الكهرباء عن ملايين السكان في نحو 2.5 مليون منزل ومقر شركة في ولاية فلوريدا، بعد أكثر من يوم من اجتياح الإعصار ميلتون الجزء الأوسط من الولاية.